# Dysplasie
«  Dysplasique » redirige ici. Ne pas confondre avec Dysplastique.
Une dysplasie est une lésion liée à une anomalie survenant lors du développement d'un tissu ou d'un organe. On distingue deux grands types de dysplasies selon que cette anomalie survient au cours du développement embryonnaire ou après la naissance. Les dysplasies qui surviennent pendant le développement embryonnaire engendrent des malformations fixes et définitives d'une partie d'un organe, d'un organe ou de l'ensemble des tissus dérivant d'un même feuillet de l'embryon, en l'occurrence l'ectoderme à l'origine des nombreuses dysplasies ectodermiques. Ces dysplasies encore appelées dysembryoplasies sont principalement visibles à l'échelle macroscopique et sont décrites dans le domaine de l'anatomie. A contrario, les tissus ayant conservé après la naissance leur capacité à se reconstruire ou à se différencier peuvent subir des accidents tardifs provoquant des dysplasies acquises réversibles, dites dysplasies cellulaires, qui sont seulement diagnostiquées à l'échelle microscopique et décrites dans le domaine de l'anatomopathologie. Ces dernières touchent surtout les tissus à renouvellement rapide, en particulier les épithéliums (épiderme et muqueuses et la moelle osseuse).
La dysplasie est un des divers types de croissance ou de développement anormal de cellules (à l'échelle microscopique) ou d'organes (à l'échelle macroscopique), et l'histologie ou la structure anatomique anormale qui en résultent.
On recense plus de 130 types de dysplasies différentes parmi les maladies rares, principalement des dysembryoplasies .

## Dysplasies à l'échelle microscopique ou cellulaires
En anatomopathologie on parle de dysplasie cellulaire devant une altération acquise de l'architecture et de la fonction d'un tissu cellulaire à renouvellement rapide (moelle osseuse, épithélium de revêtement, etc.). Les anomalies cellulaires morphologiques qui les caractérisent concernent généralement le noyau et le cytoplasme, avec fréquemment une augmentation du rapport nucléocytoplasmique (augmentation de la taille du noyau par rapport à la taille du cytoplasme). Les cellules dysplasiques sont souvent peu différenciées. À l'échelle tissulaire on observe une modification de l'architecture qui peut aller de l'augmentation minime de la division cellulaire à la prolifération exubérante. Suivant l'ampleur des anomalies et la tendance à la prolifération on distingue, par ordre croissant de risque de dégénérescence maligne, les dysplasies de bas grade et les dysplasies de haut grade. La dysplasie est toujours strictement localisée au tissu où elle naît et peut donc, si elle est dépistée à temps, bénéficier d'une prise en charge efficace.
En histopathologie la dysplasie est distinguée des autres catégories de changement tissulaire, comme l'hyperplasie, la métaplasie ou la néoplasie. Les dysplasies ne sont donc pas des cancers mais la chronicité d'une lésion dysplasique peut conduire peu à peu à la transformation maligne. Parmi les exceptions on trouve les myélodysplasies qui incluent une gamme de formes bénignes, précancéreuses et cancéreuses. Diverses autres dysplasies, comme la dysplasie cervicale (ou dysplasie du col utérin) ont tendance précéder la lésion cancéreuse. Les significations du mot couvrent donc un large spectre de variations histopathologiques.

### En pathologie humaine
Les dysplasies cellulaires ne peuvent être affirmées que par l'examen microscopique d'un prélèvement tissulaire. Elles surviennent secondairement à une agression répétée et prolongée sur un tissu, comme par des rayonnements ionisants ou par une infection à papillomavirus humain (HPV). Les dysplasies épithéliales (col utérin, bouche, pharynx, larynx, muqueuse bronchique), la dysplasie fibreuse des os, les dysplasies de la dentine et les myélodysplasies sont les principaux exemples de dysplasies cellulaires.

## Dysplasies à l'échelle macroscopique
Les dysplasies à une échelle principalement macroscopique, affectant un organe ou partie de celui-ci, sont très nombreuses, parmi les plus fréquentes en France on retrouve la dysplasie de hanche ou la dysplasie fémoropatellaire responsable du syndrome rotulien. En pathologie humaine la majorité des très nombreuses dysplasies recensées parmi les maladies considérées comme rares sont macroscopiques (par exemple : dysplasie de hanche (type Beukes), dysplasie épiphysaire multiple récessive, dysplasies osseuses en rapport avec le gène SOST, dysplasie septo-optique, dysplasie ventriculaire droite arythmogène, mastose).